# Tianpu
Tianpu (chinesisch 田铺乡, Pinyin Tiánpù Xiāng) ist eine Gemeinde im Kreis Xin der Stadt Xinyang in der Provinz Henan der Volksrepublik China. Der Gemeindecode ist 411523210, die Bevölkerung beläuft sich auf 5.517 (Stand: Zensus 2010) bei einer Gemeindefläche von 102,8 km².
Der Gemeinde unterstehen die acht Dörfer Hepu, Huangtuling, Jiuli, Shuibang, Songfan, Taochong, Tangfan und Tianpu.